# Piper scabridulicaule
Piper scabridulicaule är en pepparväxtart som beskrevs av William Trelease. Piper scabridulicaule ingår i släktet Piper och familjen pepparväxter. Inga underarter finns listade i Catalogue of Life.